# Agence régionale de la biodiversité
Pour les articles homonymes, voir ARB.
Une Agence régionale de la biodiversité (ARB) est une structure de coopération française définie à l'échelon régional, entre l’État et la Région. Elle a pour objectif de créer ou renforcer une dynamique territoriale collaborative dans un objectif de préservation et de restauration de la biodiversité. Ce type d'organisation a été instauré par la Loi pour la reconquête de la biodiversité, de la nature et des paysages de 2016.

## Statut juridique
Les agences régionales de la biodiversité s'appuient sur des formes de coopération variées, même si la majorité ont opté pour le statut d’établissement public de coopération environnementale.

## Situation dans les territoires
Début 2022, 8 des 18 régions françaises sont dotées d'une ARB :
- en Île-de-France, l'Agence régionale de la biodiversité en Île-de-France a été créée en 2018 au sein de l'Institut Paris Région[1]
- en Occitanie, l'Agence régionale de la biodiversité Occitanie a été créée en 2018[2]
- en Centre-Val de Loire, l'Agence régionale de la biodiversité Centre-Val de Loire a été créée en 2018 [3]
- en Provence-Alpes-Côte d'Azur, a été créée en 2019 au sein de l'Agence régionale pour la biodiversité et l'environnement de Provence-Alpes-Côte d'Azur [4]
- en Bourgogne-Franche-Comté, l'Agence régionale de la biodiversité Bourgogne Franche-Comté a été créée en 2019 [5]
- en Bretagne, l'Agence bretonne de la biodiversité a été créée en 2019 [6]
- en Normandie, l'Agence normande de la biodiversité et du développement durable a été créée en 2019 [6]
- en Guadeloupe, l'Agence régionale de la biodiversité des iles de Guadeloupe a été créée en 2021

À noter qu’il existe en Nouvelle Aquitaine l'Agence régionale de la biodiversité Nouvelle-Aquitaine, qui ne s'inscrit pas dans la loi de 2016.